# Calochromus slevini
Calochromus slevini är en skalbaggsart som beskrevs av Van Dyke 1918. Calochromus slevini ingår i släktet Calochromus och familjen rödvingebaggar. Inga underarter finns listade i Catalogue of Life.